# Gianni Ciardo
Gianni Ciardo (Bari, 21 luglio 1949) è un attore, cabarettista e musicista italiano.

## Biografia
Suona pianoforte e chitarra ed è stato attivo in diversi campi dello spettacolo: dal cinema alla televisione, dal teatro alla musica, alle serate di cabaret. Nella sua città svolse come primo lavoro il rappresentante di accendini.

### Carriera cinematografica
In seguito si lega artisticamente a Nico Salatino con cui debutta nel 1973 nei suoi primi spettacoli teatrali. Dal 1975 inizia a lavorare da solo in teatro in varie località pugliesi. In questo periodo partecipa al Cantapuglia, manifestazione itinerante nelle piazze della regione, dove si esibisce tra gli altri, con Enrico Beruschi ed Elisabetta Viviani. Debutta in televisione sull'emittente lucana Trm, prendendo parte a diversi varietà della rete.
Nel 1980 debutta al cinema in coppia con Nico Salatino, nella commedia erotica Quello strano desiderio al fianco delle attrici Marina Lotar, e Dirce Funari. Sempre nel 1980 partecipa con Alvaro Vitali al film La liceale al mare con l'amica di papà. Partecipa alla trasmissione Il tuttologo di Antenna Sud, dove ricopre il ruolo del professor Ciardo, un opinionista che parla a ruota libera. Nello stesso periodo fonda Crescendo, uno studio di registrazioni discografiche, con il musicista Mimì Uva.
Nel 1981 gira i film La dottoressa preferisce i marinai, diretto da Michele Massimo Tarantini, nuovamente con Alvaro Vitali e Paola Senatore, Pierino il fichissimo con Maurizio Esposito, Pierino medico della SAUB diretto da Giuliano Carnimeo, ancora con Alvaro Vitali, L'esercito più pazzo del mondo diretto da Marino Girolami e con Andrea Brambilla, per il quale è anche uno degli autori della canzone Arrivano i nostri, cantata da Leo Gullotta. Tra il 1980 e il 1983 partecipa a più riprese alla trasmissione televisiva Domenica In con Pippo Baudo nel ruolo di ospite-disturbatore in siparietti comici con il conduttore, disponibili in larga parte per la visione sul canale Youtube.
Del 1982 sono i film: Giovani, belle... probabilmente ricche, o Amiche mie, diretto ancora da Michele Massimo Tarantini con lo pseudonimo di Michael E. Lemick, insieme a Carmen Russo e Nadia Cassini, Il sommergibile più pazzo del mondo per la regia di Mariano Laurenti, con la coppia Enzo Cannavale e Bombolo, È forte un casino, con la regia di Alessandro Metz. Recita ancora nelle sceneggiate napoletane di Alfonso Brescia I figli... so' pezzi 'e core e Tradimento.
Nel 1983 partecipa a Grunt! - La clava è uguale per tutti , una parodia de La guerra del fuoco per la regia di Andy Luotto. Recita anche nella sceneggiata napoletana Laura... a 16 anni mi dicesti sì, nuovamente con Alfonso Brescia. Nel 1985 recita in Mezzo destro mezzo sinistro - 2 calciatori senza pallone accanto alla coppia Gigi e Andrea, diretto da Sergio Martino. In televisione, su Rai 3, partecipa all'episodio Alla conquista di Roma di Sergio Martino, della serie di film tv Che fai, ridi?.
Conduce inoltre la trasmissione di Rai 3 Dancemania n. 3, insieme a Laura D'Angelo, per tredici puntate. Nel 1986 partecipa al varietà Un fantastico tragico venerdì su Rete 4, dove recita in sketch comico-erotici al fianco della soubrette Carmen Russo, e recita nei film per la tv diretti da Sergio Martino Doppio misto, ancora con la coppia Gigi e Andrea, con Tinì Cansino e con Moana Pozzi, Ferragosto OK in due puntate, e Provare per credere, con Guido Angeli e Gegia, questi ultimi entrambi prodotti da Reteitalia per Italia 1.
Nel 1987 gira Italiani a Rio, diretto ancora da Michele Massimo Tarantini e in televisione partecipa alla trasmissione L'Italia s'è desta di Michele Mirabella su Rai 2. Nel frattempo, continua la sua attività in teatro, dove recita testi di Dario Fo e Carla Vistarini. Nell'estate del 1988 conduce su Rai 2 con Carmela Vincenti ventitré puntate della trasmissione di Michele Mirabella, Aperto per ferie. Prende parte anche alle trasmissioni Fate il vostro gioco e alle dodici puntate del suo spin-off Da "Fate il vostro gioco": chi c'è c'è, per la regia di Gian Carlo Nicotra, con Giobbe Covatta.
Nel 1989 recita nel film Nulla ci può fermare, insieme a Sergio Rubini. Nel 1990 conduce su Telenorba il tg satirico TeleNormale. Nel 1992 è in televisione per Un inviato molto speciale, fiction di Rai 2 con Lino Banfi. Nel 1993 gira la fiction Il Polpo, parodia in versione barese dello sceneggiato La piovra, per la quale scrive e canta anche la canzone Enza. Nel 1997 gira sempre per Telenorba la sit com Italo e nel 1998 il film Vento di primavera - Innamorarsi a Monopoli, insieme al duo comico Manuel & Kikka, protagonisti della sitcom Very Strong Family.
Presenta con Fabrizia Carminati diciotto puntate della trasmissione Grand Lady, trasmessa contemporaneamente da Telenorba, Canale 21, TRC e Telespazio. Nel 2000 gira Il segreto del giaguaro, con il rapper Piotta, diretto da Antonello Fassari, e Vento di primavera - Innamorarsi a Monopoli, diretto da Franco Salvia, per il quale è anche autore delle musiche con Vera D'Agostino. Nel 2001 gira Prigionieri di un incubo, film ancora diretto da Franco Salvia.
Nel 2003 recita in teatro la commedia Ugo, di Carla Vistarini, con la regia di Vito Signorile. Nel 2005 riceve il premio Pugliesi al cinema e in luglio presenta la manifestazione Portici d'estate a Taranto con Francesco Giorgino e Jo Squillo. Nel dicembre dello stesso anno partecipa alla trasmissione televisiva Zelig Off. Nel 2006 è nel cast del film tv Il padre delle spose, con Lino Banfi, Rosanna Banfi ed Antonio Stornaiolo e nel film sulla traslazione delle reliquie di San Nicola di Bari Nicola, lì dove sorge il sole, diretto da Vito Giuss Potenza, del quale cura anche le musiche.
Partecipa a diverse puntate della trasmissione Zelig Circus, su Canale 5. A dicembre cura la stagione del Teatro Duse di Bari e presenta lo spettacolo Ultima Spiaggia. Nel 2007 partecipa, per il Teatroteam di Bari allo spettacolo "Novecento 50", con Angela Minafra e Pippo Volpe, in scena con cinque ballerine, per far rivivere il mondo dell'avanspettacolo. Nel 2008, con altri artisti di Zelig, compie un tour nei tre factory outlet center del network Fashion District, a Mantova, Valmontone e Molfetta. Recita in teatro in L'Imbianchino bussa sempre due volte, per la regia di Michele Mirabella, in una commedia di Dario Fo, e in Le due croci di Pietro De Silva, con la regia di Vito Latorre.
Al teatro Duse organizza nuovamente la stagione teatrale (Il teatro è una cosa seria), presentando Da giovedì a giovedì e Il vizietto. A Matera gira il film Lo stallo, scritto da Antonio Andrisani e diretto da Silvia Ferreri, nella parte di Donato. Nel 2009 al teatro Duse dirige due produzioni di Codice Arte, Ultima spiaggia e Domanda di matrimonio - L'uomo dal fiore in bocca, su testi di Anton Čechov e di Luigi Pirandello. Nel 2012 partecipa al film Non me lo dire. Nel 2013 è regista e protagonista del film Sdramma.

## Politica
Nel 1996 viene nominato assessore agli spettacoli del comune di Taranto nella giunta guidata da Gaetano De Cosmo. Nel 2009 si vociferò di una sua possibile candidatura alle elezioni comunali di Bari in sostegno del sindaco Michele Emiliano, che tuttavia non si concretizzò.

## Filmografia

### Cinema
- Quello strano desiderio, regia di Enzo Milioni (1980)
- La liceale al mare con l'amica di papà, regia di Marino Girolami (1980)
- La dottoressa preferisce i marinai, regia di Michele Massimo Tarantini (1981)
- L'esercito più pazzo del mondo, regia di Marino Girolami (1981)
- I figli... so' pezzi 'e core, regia di Alfonso Brescia (1981)
- Pierino medico della SAUB, regia di Giuliano Carnimeo (1981)
- Pierino il fichissimo, regia di Alessandro Metz (1981)
- Giovani, belle... probabilmente ricche, regia di Michele Massimo Tarantini (1982)
- Il sommergibile più pazzo del mondo, regia di Mariano Laurenti (1982)
- Tradimento, regia di Alfonso Brescia (1982)
- È forte un casino, regia di Alessandro Metz (1982)
- Grunt! - La clava è uguale per tutti, regia di Andy Luotto (1983)
- Laura... a 16 anni mi dicesti sì, regia di Alfonso Brescia (1983)
- Mezzo destro mezzo sinistro - 2 calciatori senza pallone, regia di Sergio Martino (1985)
- Italiani a Rio, regia di Michele Massimo Tarantini (1987)
- Nulla ci può fermare, regia di Antonello Grimaldi (1990)
- Vento di primavera - Innamorarsi a Monopoli, regia di Franco Salvia (2000)
- Il segreto del giaguaro, regia di Antonello Fassari (2000)
- Prigionieri di un incubo, regia di Franco Salvia (2001)
- Nicola, lì dove sorge il sole, regia di Vito Giuss Potenza (2006)
- Lo stallo, regia di Silvia Ferreri (2008)
- Non me lo dire, regia di Vito Cea (2012)
- Sdramma, regia di Gianni Ciardo (2013)
- La legge è uguale per tutti... forse, regia di Ciro Ceruti e Ciro Villano (2014)
- All'improvviso un uomo, regia di Claudio Insegno (2015)
- Effetti indesiderati, regia di Claudio Insegno (2015)
- Mi rifaccio il trullo, regia di Vito Cea (2016)
- Mi figlia si sposa, regia di Florinda Martucciello (2016)
- Un figlio a tutti i costi, regia di Fabio Gravina (2018)
- Wine to Love - I colori dell'amore, regia di Domenico Fortunato (2018)
- Libero di Volare, regia di Fabio Mancuso (2021)
- Il pirata - Memorie da Spoon River, regia di Cristiano Ciliberti (2023)

### Televisione
- Alla conquista di Roma, episodio della serie Che fai, ridi? (1985)
- Doppio misto (1985) (film per la TV)
- Ferragosto OK (1987) (film per la TV)
- Provare per credere (1987) (film per la TV)
- Un inviato molto speciale (Serie televisiva, Rai 2, 1992)
- Il polpo (Sit-com, Telenorba, 1993)
- Italo (Sit-com, Telenorba, 1997)
- Le battagliere (2000) (sit-com, Antenna Sud, Teleregione)
- Il mammo, stagione 2 episodio 16 - Doctor Giada e misses Hyde (2005) (Sit-com, Canale 5)
- Il padre delle spose (2006) (fiction TV, Rai 1)

## Teatro
- Ugo, commedia di Carla Vistarini, teatro Mercadante di Cerignola (2003)
- Direzione artistica del teatro Duse di Bari (regia di La casa di Bernalda Alba di Federico García Lorca (2005)
- 2006 - Ragù sopra la nonna (spettacolo di tradizioni popolari, battute, filastrocche, indovinelli e nenie, dalla fusione del suo Sopra la nonna e di Ragù di Vito Signorile.
- Ultima spiaggia, regia per il teatro Duse di Bari (2006)
- Novecento 50, Teatroteam di Bari (2007)
- L'imbianchino bussa sempre due volte, di Dario Fo, regia di Michele Mirabella, teatro Royal a Bari (2008)
- Le due croci, di Pietro De Silva (2008)
- Da giovedì a giovedì, di Aldo De Benedetti, regia. Teatro Duse di Bari (2008)
- Il vizietto, regia, teatro Duse di Bari (2008)
- Domanda di matrimonio - L'uomo dal fiore in bocca, testi di Cechov e Pirandello, teatro Duse di Bari (2009)

## Programmi televisivi
- Diverse apparizioni sulla tv locale Trm (1975-1976)
- Il tuttologo (Antenna Sud, 1980)
- Domenica in (Rete 1, 1981 - partecipazione)
- Dancemania n. 3 (Rai 3, 1985-1986)
- Un fantastico tragico venerdì (Rete 4, 1986-1987)
- L'Italia s'è desta (Rai 2, 1987-1988)
- Aperto per ferie (Rai 2, 1988)
- Fate il vostro gioco (Rai 2, 1988-1989)
- Da "Fate il vostro gioco": chi c'è c'è (Rai 2, 1988-1989)
- TeleNormale (Telenorba, 1990)
- Grand Lady (Telenorba, Canale 21, TRC e Telespazio, 1998)
- Zelig off (Canale 5, 2005)
- Zelig Circus (Canale 5, 2006)
- La Capovolta (TRM, 2016)
- Stasera tutto è possibile (Rai 2, 2018 - partecipazione)

## Discografia

### Album

#### 33 giri
- 1977 – Gianni Ciardo (RCA Italiana, NL 31285)
- 1978 – La Zampana (RCA Italiana, NL 31395)
- 1979 – Secondo... Io L'Amore (RCA Italiana, NL 31473)
- 1981 – A John (Benterdisco, BTLP 001)
- 1985 – Did You Make Love Yesterday? (C&M, PNL 0122)
- 1987 – Bari Graffiti (Caber Film, cfpl 2002)

#### CD
- 1992 – Gianniciardotuttattaccato (C&M, CD 003)
- 2005 – Jazz Stoon
- 2009 — Pasticci e Magniotte (C&M, CD 061)

### 45 giri
- 1976 – Le Papusce / Il Mio Sposalizio (V.M. Records & Tapes, MZ 0100)
- 1978 – Pasquina / Balletto barese (RCA Italiana, PB 6147)
- 1981 – Un Asino Ignorante / L'Affecuata (C&M, PN 071)